# 李檦
李檦（505年—565年），字灵杰，一字云杰，河南郡洛阳县（今河南省洛阳市东）人，祖籍辽东郡襄平县（今辽宁省辽阳市），北魏、西魏、北周官员。

## 生平
李檦身高不到五尺，性格果敢决断，有胆识气度，年轻时侍奉尔朱荣。北魏永安元年（528年），李檦以兼任别将的身份跟随尔朱荣击败元颢，出任讨逆将军。等到尔朱荣被杀，李檦跟随尔朱世隆侍奉尔朱荣的妻子北乡公主逃到黄河以北，又跟随尔朱兆攻入洛阳，获赐爵位淝城县男或是淝城乡男，升任都督。普泰元年（531年），元树从南梁攻占谯城，李檦跟随行台樊子鹄击败元树，升任右将军。
永熙三年（534年），魏孝武帝元修西迁关中，李檦跟随大都督元斌之与高欢在成皋交战，作战失败后与元斌之逃到南梁。梁武帝萧衍以宾客的礼节对待他们，李檦后来得以逃到北方。大统元年（535年），李檦出任抚军将军、左光禄大夫，进封晋县开国公，食邑四百户，很快出任宇文泰帐内都督，跟随宇文泰收复弘农。大统三年十月壬辰（537年11月18日），李檦在沙苑之战中骑马挥动长矛，冲锋陷阵，藏身在马鞍铠甲之中。敌人见到他，都说“避开这个小孩。”不知道李檦的形状样貌，本来就是如此。宇文泰开始也听说李檦勇猛强悍，但没有见到他的能力，至此才赞叹他，对李檦说：“只要是这样勇敢果决，何必需要八尺的身躯。”李檦以功增加食邑四百户，很快跟随宇文贵在颍川与东魏将领任祥、尧雄等人交战，都击败了敌军，被朝廷征召出任太子中庶子。大统九年（543年），李檦跟随参加邙山之战，升任持节、大都督。大统十三年（547年），李檦出任车骑大将军、仪同三司，加散骑常侍，又跟随哥哥李弼讨伐稽胡，立功很多，于大统十四年（548年）出任使持节、大都督、豳州刺史，增加食邑三百户。大统十五年（549年），李檦出任骠骑大将军、开府仪同三司。西魏废帝初年，李檦跟随赵贵讨伐柔然，评定功劳最大，改封封山县公，增加食邑总计二千一百户。周孝闵帝宇文觉登基，李檦进位大将军。武成初年，李檦又跟随豆卢宁讨伐稽胡，俘虏许多敌人返回，进爵汝南郡公，出任总管延绥丹三州诸军事、延州刺史。保定四年闰十二月十九日，李檦在延州因病去世，虚岁六十一，朝廷赠予恒朔并肆燕五州诸军事、恒州刺史，谥号壮公，保定五年四月廿一日（565年6月5日）归葬于建忠郡三原县的丰谷原。
李檦没有儿子，以哥哥李弼第七子李椿为嗣子。

## 家庭

### 祖父
- 李贵，北魏开府仪同、平州刺史[3][4]

### 父亲
- 李永，北魏镇西将军、凉州刺史，赠柱国大将军、河阳公[3][4]

### 兄弟姐妹
- 李弼，北周柱国大将军、开府仪同三司、太师、魏武公

### 嗣子
- 李椿，隋朝骠骑将军、开府仪同三司、河东郡公

## 墓志
2009年入藏大唐西市博物館。

故周大將軍汝南郡公徒何府君墓誌
君諱檦，河南洛陽人也。本姓李氏，遼東襄平縣人。祖貴，開府儀同，平州刺史。父永，鎮西將軍，涼州刺史，贈柱國大將軍，河陽公。武安君之居邊，實安趙國；海西侯之勇戰，終全漢兵。公生屬艱難，少從戎政，風雲聚散，既辯安危，旌旆卷舒，咸能向背。出身右將軍，太中大夫，遷撫軍將軍，左光禄，晉縣開國公。大統十三年，授車騎大將軍，儀同三司，加常侍。十四年，授使持節，大都督，豳州刺史，尋遷驃騎大將軍，開府儀同三司。周元年，授大將軍，改封汝南郡公。張莫爲府，實有出塞之功；設檀（壇）爲將，非無入關之策。以保定四年閏十二月十九日遘疾薨於延州，春秋年六十一。乃詔贈□□恒、朔、并、肆、燕五州諸軍事，恒州刺史，諡曰壯公，禮也。以五年四月廿一日歸葬于建忠郡三原縣之豐谷原。方恐十里聞香，儻爲劉表之墓；千靈見日，或值滕公之馬。後之君子，祖其銘焉：
井陘東距，咸谷西行。秦關望氣，漢將論兵。降神惟岳，含章挺生。封符汝水，驅傳豳城。玉關塵入，甘泉火明。觀雲置陣，望月開營。據鞍參合，揮戈北平。百靈無幾，千仞終傾。途車税駕，轅馬悲鳴。雲含愁色，松聚秋聲。山河誓志，忠孝揚名。
保定五年歲次乙酉四月癸丑朔廿一日。